# Sven Niemeyer

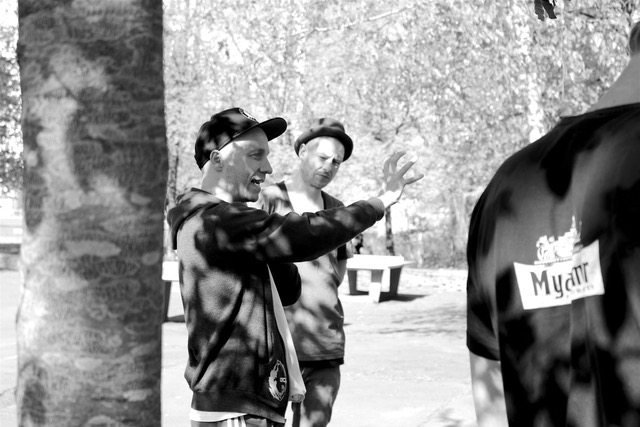
Sven Niemeyer mit Hauke Horeis (Odeville) beim Videodreh zu 'Phoenix' (2016)

Sven Niemeyer (* 16. Februar 1981 in Delmenhorst) ist ein deutscher Schauspieler, Musicaldarsteller, Choreograph, Regisseur, Filmemacher, Dozent und ehemaliger Tänzer.

## Leben
Mit 17 Jahren begann Niemeyer eine Ausbildung zum Bühnendarsteller an der Stage School of Music, Dance and Drama in Hamburg, die er 2002 erfolgreich abschloss. Nach zwei Jahren mit verschiedenen Engagements besuchte er die Iwanson-Schule für zeitgenössischen Tanz, unter der künstlerischen Leitung von Jessica Iwanson in München, die er 2005 mit dem Diplom zum Bühnentänzer und Tanzpädagogen abschloss. Schon während seiner Ausbildung war Niemeyer als Dozent für das Tanzstudio „On Stage“ sowie für die Stage School selbst tätig. Des Weiteren übernahm er die choreographische Leitung bei verschiedenen Jugend- und Suchtpräventionsprogrammen an sozialen Brennpunkten. 2008 trainierte er mehrere Monate zusammen mit dem Pacific Northwest Ballett in Seattle sowie am EDGE-PAC in Los Angeles.
Als Juror wird Sven Niemeyer zu internationalen Tanz- und Musicalwettbewerben eingeladen, wie z. B. zu den ESDU World Dance Masters in Kroatien, dem Dance Fest Novi Sad in Serbien, dem Europäischen Jugend Musical Festival, oder den Prague Dance Open in Prag. In der Spielzeit 16/17 gehört er der Jury der deutschen Privattheatertage an, bei denen es um die Verleihung des Monica-Bleibtreu-Preises geht, 18/19 der Jury für den Deutschen Musical Theater Preis.
2009 choreographierte er unter der Regie von Nina Kupczyk an der Staatsoper Hamburg Der Kaiser von Atlantis von Viktor Ullmann sowie 2010 unter der Regie von Matthias Engelmann Il trionfo del Tempo e del Disinganno von Georg Friedrich Händel. Im Sommer 2012 übernahm Sven Niemeyer die Choreographie zu dem Musical High Fidelity am Altonaer Theater Hamburg, unter der Regie von Franz Joseph Dieken. Ebenfalls übernahm er die Choreographie am Landestheater Coburg zu dem Musical Ein Käfig voller Narren und Rent am Hamburger Gruenspan für Avenue-A Productions. Es folgten weitere Choreografien für Theaterproduktionen.
Als Gastdozent arbeitete er z. B. für die Freiburger Akademie für Tanz - Dance Emotion, Hamburg School of Entertainment, Hamburger Schule für Tanz und Bewegung, die Iwanson Schule München, Corpa - School of performing Arts Bremen, Danceworks Berlin, European Musical Academy Bremen und Bremer Musical Company, international u. a. für New Style Motherload Studio in Oakland/USA, Polish Dance Theatre - Dancing Poznan, Amsterdam Dance Centre, Circle in Rotterdam/Niederlande und Studio Harmonic in Paris. 2011, 2012 und 2013 gehörte Sven Niemeyer zu dem Internationalen Dozenten-Team des International Summer Laboratory of contemporary Dance in Tscheljabinsk, Russland, im südlichen Ural, wo er 2013 auch als Gastdozent für Musical an der Staatlichen Akademie für Kultur und Kunst unterrichtete.
Für Cie Yan Duyvendak ging er als Solistischer Sänger und Tänzer im sozialkritischen Stück Sound of Music, in Choreographien von Olivier Dubois, auf Tour durch das französischsprachige Europa (u. a. LaBatie Festival Genf, ActOral Festival Marseille). Die Produktion wurde mit dem 'FEDORA - Van Cleef & Arpelz Prize for Ballet' und dem 'Label + théâtre romand' Preis ausgezeichnet.
Nach seiner ersten Tanztheater-Inszenierung Conversation with dead people am Hamburger Sprechwerk choreografierte er Vivaldis letzter Tanz (basierend auf Antonio Vivaldis Vier Jahreszeiten) an der Philharmonie Luxembourg, wo er auch die Choreographie zum inszenierten Konzert Der Zauberlehrling erstellte. Ebenfalls an der Philharmonie erstellte er das Konzept, die Regie und Choreographie zu der Kinder-Musik-Performance Amazonia mit zwei Tänzern und den britischen Percussionisten ODuo.
Von 2013 bis 2015 war Niemeyer Lehrbeauftragter für Tanz am Institut für Musik der Universität Osnabrück.
2017 inszenierte und choreographierte er den Kurzfilm KALT (COLD), der zu verschiedenen internationalen Film Festivals eingeladen wurde. So u. a. zum Flatlands Dance Film Festival Illinois/USA, dem Bucharest International Dance Film Festival, zu Moving Images Cyprus, dem Filmfest Eichstätt, dem LA Dance Film Festival, Dance on Camera in New York oder auch zu FILMZ-Festival des deutschen Kinos in Mainz. Bei der 1. Buxtinale 2018 in Buxtehude wurde KALT mit dem Bronzenen Igel ausgezeichnet.
Für den ARD-Film 'Einmal Sohn, immer Sohn' u. a. mit Christiane Hörbiger und Mario Adorf, unter der Regie von Thomas Jauch, zeichnet Niemeyer sich nicht nur für die Choreografie im Film verantwortlich, sondern übernahm ebenfalls die Nebenrolle des Lehrers 'Jan Berger'. Die Dreharbeiten fanden Anfang 2018 in Hamburg statt.
Unter der Regie von Maggie Peren übernahm er 2019 die Choreografie für die romantische Komödie Hello Again – Ein Tag für immer. Niemeyers 2021 entstandener Tanz-Kurzfilm ULRICHS 1867, basierend auf einem Text von Karl Heinrich Ulrichs, über Gewalt gegen die LGBTQIA+ Community, war u. a. auf dem 32. Hamburg International Queer Film Festival zu sehen. Auf dem LGBTQ+ Film Festival Los Angeles, USA/Toronto, Kanada, wurde er im selben Jahr für ULRICHS 1867 als bester Regisseur ausgezeichnet.
Für das Hamburger Theater Das Zimmer übernahm er 2022 die Inszenierung der deutschen Erstaufführung von The 24th Day - A play by Tony Piccirillo und 2023 die deutsche Erstaufführung von Tom Ratcliffes Wreckage/Trümmer. Diese Inszenierung wurde 2024 für den Theaterpreis Hamburg – Rolf Mares nominiert. Ebenfalls am Zimmer folgte 2024 die Inszenierung der deutschen Erstaufführung von Andrea Besconds Bye Bye Life mit Sabrina Ascacibar und Kim Bormann. 
Sven Niemeyer lebt in Hamburg.

## Mitgliedschaften
Sven Niemeyer ist ein „Official Member of the International Dance Council - CID“ der UNESCO sowie ordentliches Mitglied im Deutschen Berufsverband für Tanzpädagogik e. V., wo Niemeyer ebenfalls im Berufsregister geführt wird, der "Deutschen Musical Akademie und der „European Dance Union“.

## Choreografie (Auswahl)
Sven Niemeyer ist unter anderem als Choreograph für Theaterproduktionen tätig.
- 2025 - Kein Pardon - First Stage Theater Hamburg
- 2025 - Briefe von Ruth - Kammeroper/Theater an der Wien/VBW (Österreich)
- 2024 - Hair – Tiroler Landestheater Innsbruck (Österreich)
- 2024 - Hanf. Ein berauschender Abend - Uckermärkische Bühnen Schwedt/Oder
- 2024 - Cabaret – Stadttheater Ingolstadt
- 2023 - Once Upon A Mattress – Prinzregententheater München
- 2023 - La Cage Aux Folles – Theater Vorpommern
- 2023 - Die Blume von Hawaii – Volkstheater Rostock
- 2023 - Funny Girl – Bühne Baden (Österreich)
- 2022 - Das letzte Schiff – Theater Plauen-Zwickau
- 2022 - The Addams Family – Uckermärkische Bühnen Schwedt
- 2021 - Hedwig and the Angry Inch – Stadttheater Ingolstadt
- 2021 - Disco Fieber – Volkstheater Rostock
- 2021 - Rock of Ages – Theater Plauen-Zwickau
- 2020 - Männer – Theater Heilbronn
- 2019 - Frauen am Rande des Nervenzusammenbruchs – Altonaer Theater
- 2019 - Jesus Christ Superstar – Theater Vorpommern
- 2019 - The Addams Family – Burgfestspiele Jagsthausen
- 2019 - Everyman – Theater Pforzheim
- 2018 - Cabaret – Theater Baden-Baden
- 2018 - Die 3 Musketiere – Burgfestspiele Jagsthausen
- 2018 - Hair – Burgfestspiele Jagsthausen
- 2017 - Bitte nicht im stehen kacken – Schmidt Theater Hamburg
- 2017 - Historicus – Hamburger Kammerspiele
- 2017 - Der bewegte Mann – Thalia Theater Hamburg
- 2017 - Catch me if you can – Burgfestspiele Jagsthausen
- 2016 - Zorro – Burgfestspiele Jagsthausen
- 2016 - Amazonia – Philharmonie Luxembourg
- 2015 - Immer der Nase nach – Schmidt Theater Hamburg
- 2015 - Der Zauberlehrling – Philharmonie Luxembourg
- 2015 - Vivaldis letzter Tanz – Philharmonie Luxembourg
- 2014 - Conversation with Dead People – Sprechwerk Hamburg
- 2013 - Rent – Hamburger Gruenspan
- 2013 - Ein Käfig voller Narren – Landestheater Coburg
- 2012 - High Fidelity – Altonaer Theater Hamburg
- 2010 - Il trionfo del Tempo e del Disinganno – Hamburgische Staatsoper / Opera Stabile
- 2009 - Der Kaiser von Atlantis – Hamburgische Staatsoper / Opera Stabile
- 2009 - SALVATION – Stadeum Stade
- 2006 - Mystic Musical Gala – Waldau Theater Bremen
- 2006 - Andrew Lloyd Webber Gala – Waldau Theater Bremen

## Engagements (Auswahl)
- Der bewegte Mann - Ensemble - Altonaer Theater
- Evita - Theater Kiel - Ensemble
- La Cage Aux Folles - Theater Magdeburg - Hanna aus Hamburg
- Sound of Music - Cie Yan Duyvendak - Europa Tour
- West Side Story - Landestheater Detmold - Action
- Ein Käfig voller Narren - Landestheater Coburg - Hanna aus Hamburg
- Märchenmond - Hamburger Kammerspiele - Kelhim, der Bär
- West Side Story - Landestheater Coburg - Action (konnte nach einer Verletzung in vorheriger Produktion nicht angetreten werden)
- West Side Story - Theater Trier - Chino / Luis
- Die Csardasfürstin - Oper Köln - Ensemble
- My Fair Lady - Musiktheater im Revier Gelsenkirchen - Emergency Swing
- Footloose - Theater für Niedersachsen - Lyle + Bickle
- Evita - Musical Theater Bremen - Dance Captain
- West Side Story - Bregenzer Festspiele - Professor
- West Side Story - Staatstheater Kassel - Big Deal / Baby John
- Swinging St. Pauli - Vereinigte Städt.Bühnen Krefeld / Mönchengladbach - Dance Captain
- Jesus Christ Superstar - Europa-Tournee - Dance Captain
- Kuss der Spinnenfrau - Theater Lübeck - Ensemble
- Pariser Leben - Theater Bremen - Ensemble
- Ein Sommernachtstraum - Opera Stabile Hamburg - Lysander
- Radamisto - Staatsoper Hamburg - Tänzer
- RTL Mania Shows - Tänzer
- Ritter Rost - Musical für Kinder - Koks der Drache
- Bayerische Fernsehpreis 2002 - Tänzer
- Ausbilder Schmidt - Der Film - Tänzer